# Glenview Hills
Glenview Hills är en ort i Jefferson County, Kentucky, USA. År 2000 hade orten 337 invånare. Den har enligt United States Census Bureau en area på 0,3 km², allt är land.